# فرودگاه اکران (اوهایو)
فرودگاه اکران (اوهایو) (به انگلیسی: Akron-Canton Regional Airport) یک فرودگاه همگانی بهره‌برداری هوایی با کد یاتا CAK است که یک باند فرود آسفالت دارد و طول باند آن ۲۳۱۷ متر است. این فرودگاه در شهر اکران، اوهایو کشور ایالات متحده آمریکا قرار دارد و در ارتفاع ۳۷۴ متری از سطح دریا واقع شده‌است.

## شرکت‌های هواپیمایی و مقصدهای پروازی

### مسافری

Map of current and future passenger routes from CAK

| شرکت‌های هواپیمایی | مقصدهای پروازی                                                                 | Refs  |
| ----------------- | ------------------------------------------------------------------------------ | ----- |
| امریکن ایگل       | شارلوت داگلاس، اوهر شیکاگو، لاگواردیا، فیلادلفیا، ملی رونالد ریگان واشینگتن    | [ ۱ ] |
| دلتا ایرلاینز     | هارتسفیلد-جکسون آتلانتا                                                        | [ ۲ ] |
| دلتا کانکشن       | متروپولیتن شهرستان وین دیترویت                                                 | [ ۲ ] |
| Spirit Airlines   | فورت لادردیل–هالیوود، مک‌کاران، اورلاندو فصلی: ساوثوست فلوریدا، میرتل بیچ، تمپا | [ ۳ ] |
| یونایتد اکسپرس    | اوهر شیکاگو، لیبرتی نیوآرک                                                     | [ ۴ ] |

### باری
| شرکت‌های هواپیمایی | مقصدهای پروازی                                                                               |
| ----------------- | -------------------------------------------------------------------------------------------- |
| کستل اوییشن       | سینسیناتی/کنتاکی شمالی، کلیولند هاپکینز، ریکن‌بیکر، جان سی. منرو همیلتن، محله هوایی ایگل کریک |